# Перекопська затока
Перекопська затока (крим. Or boynu, крим. Or boğazı) — затока в північно-східній частині Каркінітської затоки Чорного моря.
Вдається в берег біля Перекопського перешийка на 20 км. Південно-східна частина затоки омиває береги півострова Крим, північно-західна частина берег Херсонської області. Ширина біля входу близько 18 км. Мілководна затока, максимальна глибина менше 5 м. Дно піщане, мулисте.
З заходу затока обмежена косою біля села Приморське. Зі сходу затока обмежує мис Картказак. На північно-східному узбережжі затоки виділяється Мала коса і кілька інших кос.
Береги обривисті (до 9 м), місцями заболочені.
Флора і фауна затоки представлена заростями камки, молюсками, креветками, медузами, морськими голками, морськими кониками. Раніше в затоці водилися бички, камбала, кефаль та інші види риб.
Перекопська затока згадується в Геродота як заплава, подібна до Дніпровського лиману. Існує думка що Перекопська затока раніше була одним з гирл Дніпра.
У безпосередній близькості від узбережжя затоки знаходяться села Олександрівка, Олексіївка, Волошине, Ставки і Суворове і місто Армянськ.